# Paul Raci
Paul Raci (* 1948 in Chicago) ist ein US-amerikanischer Musiker und Filmschauspieler. Besondere Bekanntheit erlangte er in der Rolle von Joe in Sound of Metal von Darius Marder, für die er eine Oscar-Nominierung als bester Nebendarsteller erhielt.

## Leben
Paul Raci wurde 1948 in Chicago geboren, wo er auch gemeinsam mit seinen drei Geschwistern aufwuchs. Als Kinder gehörloser Eltern, auch „CODA“ genannt, war die erste Sprache, die sie erlernten, die American Sign Language. Während seine Mutter ihr Gehör erst im Alter von fünf Jahren verlor, ertaubte sein Vater bereits im Alter von neun Monaten infolge einer Meningitis.
Nachdem Raci ab Anfang der 1990er Jahre immer wieder in kleinen Rollen in Fernsehserien wie Baywatch – Die Rettungsschwimmer von Malibu, CSI: Vegas, Emergency Room: Die Notaufnahme oder Scrubs – Die Anfänger, fast immer jedoch nur in einer Folge zu sehen war und auch keine größeren Filmrollen erhalten hatte, bekam er im Film Sound of Metal von Darius Marder, gezielt wegen seiner Kenntnisse der American Sign Language, die bislang größte Rolle seiner Karriere angeboten. Raci spielt im Film Joe, den Gruppenleiter einer Einrichtung, in der der ertaubte Ruben, gespielt von Riz Ahmed, unterkommt. Diese Rolle entspricht einer leicht fiktionalisierten Version seiner selbst. Racis Darstellung brachte ihm verschiedenen Filmpreise sowie eine Oscar-Nominierung ein.
Im Sommer 2021 wurde Raci Mitglied der Academy of Motion Picture Arts and Sciences.

## Filmografie (Auswahl)
- 1990: Ich lüge nie ... (Smoothtalker)
- 1997–1999: Spawn (Fernsehserie, 6 Folgen)
- 2004: Fighting Tommy Riley
- 2013: No Ordinary Hero: The SuperDeafy Movie
- 2019: Sound of Metal
- 2022: Butcher’s Crossing
- 2023: The Mother
- 2023: The Secret Art of Human Flight
- 2023: Sing Sing

## Auszeichnungen (Auswahl)
Boston Society of Film Critics Award
- 2020: Auszeichnung als Bester Nebendarsteller (Sound of Metal)[7]

British Academy Film Award
- 2021: Nominierung als Bester Nebendarsteller (Sound of Metal)[8]

Critics’ Choice Movie Award
- 2021: Nominierung als Bester Nebendarsteller (Sound of Metal)

Independent Spirit Award
- 2021: Auszeichnung als Bester Nebendarsteller (Sound of Metal)[9]

Los Angeles Film Critics Association Award
- 2020: Runner-Up als Bester Nebendarsteller (Sound of Metal)[10]

National Society of Film Critics Award
- 2021: Auszeichnung als Bester Nebendarsteller (Sound of Metal)

Oscar
- 2021: Nominierung als Bester Nebendarsteller (Sound of Metal)